# Москвитянин
Москвитя́нин — російський щомісячний літературно-художній журнал реакційного напрямку, що виходив 1841—1856 рр. у Москві.
Редактор-видавець — М. Погодін. Створений за допомогою С. С. Уварова, журнал був противником передової суспільно-літературної думки й журналістики, часто в ньому друкувалися твори прихильників слов'янофільства. Підтримував проголошену міністром освіти С. Уваровим тезу «офіційної народності» як частини «православія» та «самодержавія».
На сторінках «Москвитянина» інколи друкували матеріали з історії України, а також перекладних творів українських письменників та виступи критиків щодо них, рецензії на українські альманахи, зокрема «Ластівка». В «Москвитянині» було вміщено рецензію Ф. Китченка на поему Шевченка «Гайдамаки».